# Fljura Chassanowa
Fljura Chassanowa (später Fljura Uskowa, * 31. Dezember 1964 in Chirchiq, Usbekische Sozialistische Sowjetrepublik) ist eine kasachische Schachspielerin, -schiedsrichterin und -trainerin.
Im Jahre 1983 wurde sie in Mexiko-Stadt Juniorenweltmeisterin (U-20). 1984 wurde ihr der Titel Internationaler Meister der Frauen (WIM) verliehen, 1998 wurde sie Großmeister der Frauen (WGM), seit 2001 trägt sie den Titel Internationale Schiedsrichterin und seit 2014 den Titel FIDE-Trainerin. Sie nahm mit der kasachischen Nationalmannschaft an fünf Schacholympiaden teil (1992, 1994, 1996, 2000 und 2004) mit einem Ergebnis von +21 =30 −10. An den asiatischen Mannschaftsmeisterschaften der Frauen nahm Chassanowa 1995 und 2012 teil. Bei der Austragung 1995 in Singapur belegte die kasachische Nationalmannschaft mit ihr am zweiten Brett den dritten Platz. 2002 wurde sie in Aqtöbe kasachische Fraueneinzelmeisterin. Bei der Schacholympiade 2016 in Baku war sie Schiedsrichterin.
Ihre Elo-Zahl beträgt 2245 (Stand: September 2022), damit läge sie auf dem zehnten Platz der kasachischen Elo-Rangliste der Frauen, die sie jahrelang angeführt hat (zuletzt im September 2004). Sie wird jedoch als inaktiv geführt, da sie seit der kasachischen Einzelmeisterschaft der Frauen 2014 in Astana keine Elo-gewertete Partie mehr gespielt hat. Ihre höchste Elo-Zahl war 2350 von Juli 1997 bis Juni 1998.
Den Familiennamen Chassanowa nahm sie wieder im Jahre 2002 an.